# Grosser Preis des Kantons Aargau 1985
Il Grosser Preis des Kantons Aargau 1985, ventiduesima edizione della corsa, si svolse il 1º agosto su un percorso di 206,8 km, con partenza e arrivo a Gippingen. Fu vinto dallo svizzero Urs Freuler della Atala-Ofmega-Campagnolo davanti al suo connazionale Erich Mächler e all'italiano Giuseppe Martinelli.

## Ordine d'arrivo (Top 10)
| Pos. | Corridore           | Squadra                     | Tempo    |
| ---- | ------------------- | --------------------------- | -------- |
| 1    | Urs Freuler         | Atala-Ofmega-Campagnolo     | 4h46'42" |
| 2    | Erich Mächler       | Carrera-Inoxpran            | s.t.     |
| 3    | Giuseppe Martinelli | Alpilatte-Olmo-cierre       | s.t.     |
| 4    | Phil Anderson       | Panasonic                   | s.t.     |
| 5    | Roberto Pagnin      | Malvor-Bottecchia-Vaporella | s.t.     |
| 6    | Pierino Gavazzi     | Atala-Ofmega-Campagnolo     | s.t.     |
| 7    | Stefan Mutter       | Carrera-Inoxpran            | s.t.     |
| 8    | Michel Vermote      | La Redoute                  | s.t.     |
| 9    | Joachim Schlaphoff  |                             | s.t.     |
| 10   | Leo van Vliet       | Kwantum Hallen-Decosol-Yoko | s.t.     |